# Anna Lærkesen
Anna Lærkesen (født 2. marts 1942, død 14. januar 2016 i København) var første solodanserinde og koreograf på Det Kgl. Teater fra 1959 til 1996.

## Baggrund
Hun var datter af skibsfører Vagn L. (født 1907) og Agnete Rodskier (født 1910).

## Karriere
Anna Lærkesen var som barn determineret og trods flere afvisninger ved optagelsesprøver til Det Kgl. Teaters Balletskole, fastholdt Anna Lærkesen sit ønske om at blive balletdanser. Hun tog privat timer hos balletpædagog Edithe Frandsen, som underviste i den russiske bravourtradition og blev som 17-årig optaget som aspirant til balletkorpset i 1959. At blive optaget i så "høj" en alder og uden at have gået på Det Kgl. Teaters Balletskole, var noget ganske særligt og et brud med den sædvanlige procedure. Samme år som Anna Lærkesen blev optaget, debuterede hun som første sylfide i Sylfiden af August Bournonville.
I 1964 blev Anna Lærkesen udnævnt til solodanserinde og i 1966 fik hun den særlige udmærkelse 1. solodanserinde.
Sideløbende med karrieren som 1. solodanserinde udviklede Anna Lærkesen sig til koreograf.

## Koreografiske værker
- "Når jeg er i luften" musik af S. Rakhmaninovs klaverstykker fra Moments Musicaux 1987
- "Hommage à Bournonville"
- "Manhattan Abstraction" 1989
- "Partita" 1990 musik: Bach
- "Polacca" 1992
- "Kindertotenlieder" 1992 musik: G. Mahler
- "Hvisken og svæven" 1994 musik: Mozart "
- "Drømme" 1994 musik : A. Schönbergs Verklärte Nachtaf G. Mahler